# Borci, Srbija
Borci (izvirno srbsko Борци) je naselje v Srbiji, ki upravno spada pod Občino Rača; slednja pa je del Šumadijskega upravnega okraja.

## Demografija
V naselju, katerega izvirno (srbsko-cirilično) ime je Борци, živi 340 polnoletnih prebivalcev, pri čemer je njihova povprečna starost 49,8 let (47,6 pri moških in 52,2 pri ženskah). Naselje ima 136 gospodinjstev, pri čemer je povprečno število članov na gospodinjstvo 2,86.
To naselje je, glede na rezultate popisa iz leta 2002, večinoma srbsko, a v času zadnjih treh popisov je opazno zmanjšanje števila prebivalcev.
|  |

| Demografija | Demografija     | Demografija     |
| Leto        | Št. prebivalcev | Št. prebivalcev |
| ----------- | --------------- | --------------- |
|             |                 |                 |
|             |                 |                 |
|             |                 |                 |
|             |                 |                 |
| 1948        | 885             |                 |
| 1953        | 952             |                 |
| 1961        | 890             |                 |
| 1971        | 714             |                 |
| 1981        | 612             |                 |
| 1991        | 490             | 470             |
| 2002        | 370             | 389             |
|             |                 |                 |

| Etnična sestava po popisu iz leta 2002 | Etnična sestava po popisu iz leta 2002 | Etnična sestava po popisu iz leta 2002 | Etnična sestava po popisu iz leta 2002 | Etnična sestava po popisu iz leta 2002 |
| -------------------------------------- | -------------------------------------- | -------------------------------------- | -------------------------------------- | -------------------------------------- |
| Srbi                                   | Srbi                                   |                                        | 384                                    | 98,71%                                 |
| Hrvati                                 | Hrvati                                 |                                        | 2                                      | 0,51%                                  |
| Neznano                                | Neznano                                |                                        | 3                                      | 0,77%                                  |